# Clonopsis
Clonopsis is een geslacht van Phasmatodea uit de familie Bacillidae. De wetenschappelijke naam van dit geslacht is voor het eerst geldig gepubliceerd in 1915 door Pantel.

## Soorten
Het geslacht Clonopsis omvat de volgende soorten:
- Clonopsis algerica (Pantel, 1890)
- Clonopsis felicitatis Scali & Milani, 2009
- Clonopsis gallica (Charpentier, 1825)
- Clonopsis maroccana Bullini & Nascetti, 1987
- Clonopsis soumiae Scali & Milani, 2009